# Renald I (hrabia Boulogne)

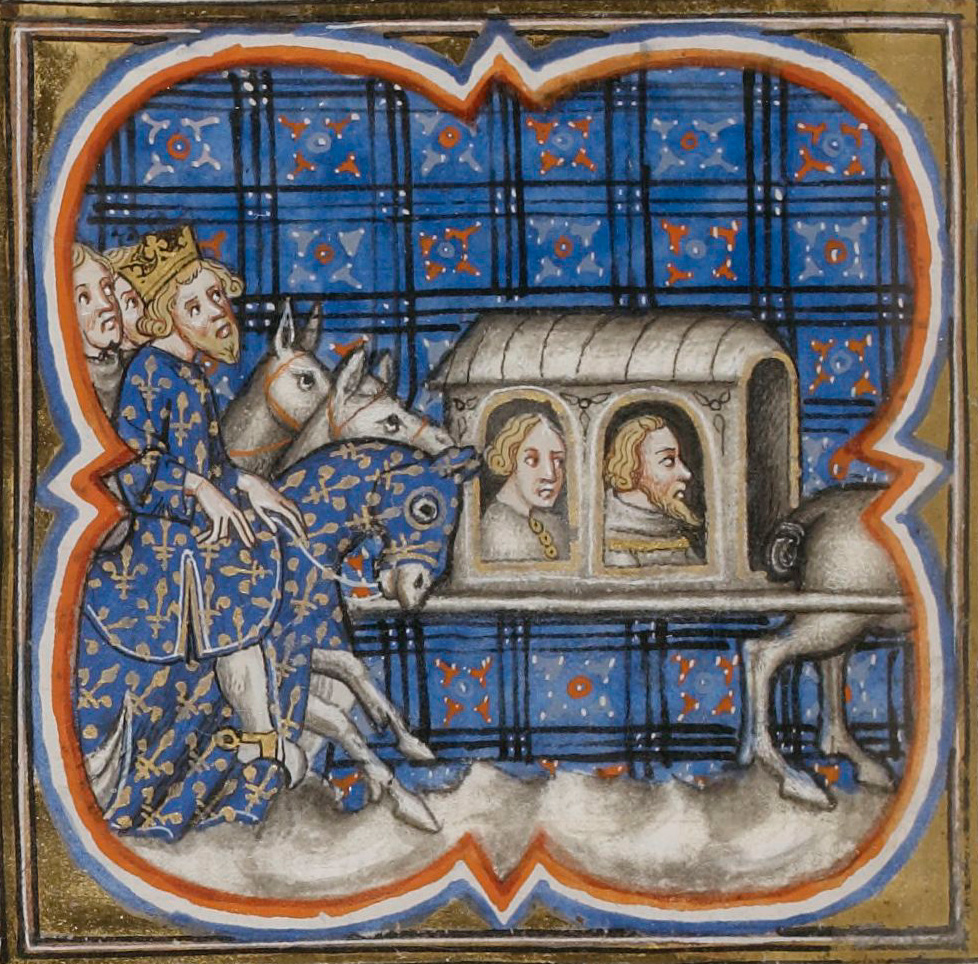
Renald i hrabia Flandrii Ferdynand uwięzieni przez króla Francji Filipa II Augusta, ilustracja z XIV-wiecznego manuskryptu Grandes Chroniques de France

Renald z Dammartin (ur. ok. 1165/1170, zm. w 1227) – hrabia Dammartin, hrabia Boulogne poprzez małżeństwo z hrabiną Idą od 1190.

## Życiorys
Renald był synem hrabiego Dammartin Alberyka III i Matyldy, córki hrabiego Clermont Renalda II. Dorastał na dworze króla Francji jako towarzysz młodego Filipa II Augusta. Po pierwszym wystąpieniu przeciwko królom Francji uzyskał przebaczenie i poślubił krewną Filipa Augusta, Marię z Châtillon. W 1190 jednak ją oddalił i porwał hrabinę Boulogne Idę, córkę Mateusza I z rodu hrabiów Flandrii i hrabiny Boulogne Marii, córki króla Anglii Stefana z Blois. Ida zamierzała poślubić Arnolda z Guines, jednak prawdopodobnie po porwaniu uległa urokowi Renalda, poślubiła go i pomogła mu uwięzić konkurenta do jej ręki. Ślub z Idą miał miejsce w 1190.
Renald złożył przysięgę wierności Filipowi II Augustowi z hrabstwa Boulogne. Wkrótce potem jednak ponownie stanął po stronie króla Anglii: najpierw sprzymierzył się z Ryszardem Lwie Serce, a w 1199 złożył hołd Janowi bez Ziemi. Pogodził się z Filipem Augustem w 1200 i u jego boku wziął udział w podboju Normandii. Król nagrodził go nowymi nadaniami (m.in. hrabstwem Aumale), co w połączeniu z dotychczasowymi dobrami uczyniło z niego jednego z potężniejszych wasali korony francuskiej. Filip August wspierał Renalda z waśniach z innymi feudałami oraz zapewnił korzystne związki krewnym Renalda: jego brat Szymon ożenił się z królewską siostrzenicą Marią z Ponthieu, a jedyne dziecko Renalda, pochodząca ze związku z Idą Matylda poślubiła królewskiego syna Filipa Hurepela.
Jednak spór Renalda z biskupem Beauvois (królewskim kuzynem) doprowadził do ponownego konfliktu z królem. Po tym jak Renald w obecności licznych świadków groził królowi, a następnie w gniewie opuścił dwór, Filip August poprowadził wyprawę na hrabstwo Boulogne. Renald w 1212 uciekł, a w 1213 wspierał wojska angielskie walczące przeciwko Filipowi Augustowi. W 1214 wziął udział po stronie angielskiej w bitwie pod Bouvines. Trafił wówczas do niewoli francuskiej, w której pozostał aż do śmierci. Gdy po 13 latach uwięzienia przekonał się, że nigdy nie odzyska wolności, miał popełnić samobójstwo.